# Aporé
Aporé es un municipio brasileño del estado de Goiás. Su población en 2007 era de 3.554 habitantes. En 1938 aparecieron las primeras casas del poblado que fue nombrado como Aporé en homenaje al Río que atraviesa su territorio. Aporé, significa "río de los peces". En 1958, la Villa de Aporé se transforma en el municipio del Aporé.